# Verzekering
Een verzekering of assurantie is een overeenkomst tussen een verzekeringsmaatschappij en een verzekeringnemer. Met een verzekering poogt de verzekeringnemer de financiële gevolgen van een risico af te dekken die hij zelf niet kan of wil dragen.
Een verzekering kan verplicht zijn, of vrijwillig (optioneel). In België is een autoverzekering in principe verplicht, maar grote firma's kunnen zichzelf borg stellen voor het vergoeden van schade aan derden.

## Verzekeringsrecht

### Nederland
Titel 17 van boek 7 van het Burgerlijk Wetboek gaat over de verzekering als speciale soort overeenkomst. Het eerste artikel van deze titel, 7:925 BW, omschrijft een verzekering als volgt:
Verzekering is een overeenkomst waarbij de ene partij, de verzekeraar, zich tegen genot van premie jegens haar wederpartij, de verzekeringnemer, verbindt tot het doen van een of meer uitkeringen, en bij het sluiten der overeenkomst voor partijen geen zekerheid bestaat, dat, wanneer of tot welk bedrag enige uitkering moet worden gedaan, of ook hoe lang de overeengekomen premiebetaling zal duren. Zij is hetzij een schadeverzekering, hetzij een sommenverzekering.
Uit de definitie valt af te leiden waaraan een overeenkomst moet voldoen om een verzekering te zijn.
- Er zijn twee partijen, een verzekeraar en een verzekeringnemer die de overeenkomst aangaan;
- De verzekeraar verbindt zich, tegen genot van premie tot het doen van één of meer uitkeringen;
- Bij aanvang van de overeenkomst bestaat geen duidelijkheid over dat een uitkering wordt gedaan, wanneer een uitkering wordt gedaan of tot welk bedrag een uitkering wordt gedaan of hoe lang de overeengekomen premiebetaling zal duren;
- De overeenkomst is een schadeverzekering of een sommenverzekering.

Tegenover de betaling van premie door de verzekeringnemer staat de uitkering door de verzekeraar indien, zoals de wet het omschrijft, ‘het risico wordt verwezenlijkt’. In andere woorden: wanneer de verzekerde gebeurtenis of situatie zich voordoet.
Belangrijk is de onzekerheid bij de partijen. Er moet wettelijk sprake zijn van een onzekere factor bij beide partijen. Deze onzekere factor kan op diverse manieren tot stand komen, zoals de wet omschrijft:
- Er bestaat geen duidelijkheid over wanneer een uitkering wordt gedaan; of
- Tot welk bedrag en uitkering wordt gedaan; of
- Hoe lang de premiebetaling zal duren.

### België
In België definieert de wet een verzekeringsovereenkomst als "een overeenkomst waarbij de ene partij, de verzekeraar, zich tegenover de andere partij, de verzekeringnemer, ertoe verbindt om tegen betaling van een vaste of veranderlijke premie (prijs) een in de overeenkomst bepaalde meestal geldelijke prestatie te leveren aan de verzekeringnemer of de begunstigde indien zich een onzekere gebeurtenis voordoet waarbij de verzekeringnemer of de begunstigde er het belang bij heeft dat de onzekere gebeurtenis zich níét voordoet". Iedere verzekering heeft een type-code (tak genoemd).

## Soorten verzekering
Verzekeringen worden vanuit de wet onderverdeeld in twee soorten: schadeverzekeringen en sommenverzekeringen.

### Schadeverzekering
Een schadeverzekering is een verzekering waarbij de strekking is het vermogen van de verzekeringnemer te beschermen. Dit vermogen kan bijvoorbeeld worden aangetast door beschadigd raken of verloren gaan van bezit of door aan derden veroorzaakte schade, waarvoor men wettelijk aansprakelijk is.
De meeste verzekeringen zijn schadeverzekeringen.
Enkele voorbeelden van schadeverzekeringen:
- autoverzekering
- inboedelverzekering
- opstalverzekering
- aansprakelijkheidsverzekering
- rechtsbijstandverzekering
- zorgverzekering

#### Einde van de schadeverzekering
Een verzekering voor consumenten heeft standaard een contractsduur van maximaal één jaar. De verlenging van een verzekering moet in alle gevallen ruim van tevoren door de verzekeringsmaatschappij worden aangegeven. Contracten met een stilzwijgende verlenging bestaan vanaf 1 januari 2010 dus niet meer.
Komen consument en verzekeringsmaatschappij een andere looptijd van de verzekering overeen, dan zal hiervoor een dubbele handtekening van consument vereist zijn.
De opzegtermijn is, na de eerste verlenging, in alle gevallen maximaal 1 maand. Is een meerderjarig contract gewenst, dan is dit mogelijk mits (opnieuw) een dubbele handtekening van de consument is verkregen.

### Sommenverzekering
Een sommenverzekering keert een van tevoren afgesproken bedrag uit wanneer het onzekere voorval zich voordoet. Een sommenverzekering wordt afgesloten op het leven of de gezondheid van een persoon. Sommenverzekeringen zijn daardoor bijna altijd levensverzekeringen. Uitzondering hierop zijn een ongevallenverzekering en arbeidsongeschiktheidsverzekering.

#### Einde van de levensverzekering
Een levensverzekering eindigt nadat een uitkering is verstrekt. Daarnaast is de verzekeringnemer te allen tijde gerechtigd de verzekering te beëindigen. Anders dan een schadeverzekering kan een dergelijke verzekering niet worden geroyeerd bij een "onbevredigend schadeverloop" doordat de verzekerde "te" lang blijft leven. 

## Totstandkoming van een verzekering
De verzekering komt tot stand door het sluiten van een verzekeringsovereenkomst:
- De kandidaat-verzekeringnemer doet een aanvraag. Hij verstrekt hierbij alle gegevens die op de te sluiten verzekering betrekking hebben. Juridisch gezien is de aanvraag een aanbod van de kant van de kandidaat-verzekeringnemer.
- De gegevens worden aan de verzekeraar voorgelegd. Zodra deze de verzekering accepteert, aanvaardt hij het aanbod en is de overeenkomst tot stand gekomen.
- Vanaf dat ogenblik zijn beide partijen aan de overeenkomst gebonden (vaak heeft de verzekeraar een bedenktijd opgenomen van 14 dagen. De verzekeringnemer kan dan binnen 14 dagen nog van de verzekering af). De verzekeraar zal de overeenkomst bekrachtigen door de afgifte van een verzekeringspolis.

Door de complexiteit van de contracten, de variatie in de schadegevallen en de verantwoordelijkheid van eventueel derde partijen leidt een schadegeval dikwijls tot (grote) discussies, langdurige schadedossiers, en eventueel een (complexe) rechtszaak. Denk maar aan de aanslagen in Zaventem.

## Mededelingsplicht
De verzekeringnemer is verplicht gevraagde informatie te verstrekken. De wet omschrijft deze verplichting in art. 7:928 lid 1 BW:
De verzekeringnemer is verplicht vóór het sluiten van de overeenkomst aan de verzekeraar alle feiten mee te delen die hij kent of behoort te kennen, en waarvan, naar hij weet of behoort te weten, de beslissing van de verzekeraar of, en zo ja, op welke voorwaarden, hij de verzekering wil sluiten, afhangt of kan afhangen.
Doorgaans bepaalt het aanvraagformulier de omvang van de mededelingsplicht. De verzekeringnemer hoeft uitsluitend de vragen te beantwoorden, hij hoeft geen spontane mededelingen te verstrekken.